# Trần Hưng Đạo, thành phố Hải Dương
Trần Hưng Đạo là một phường thuộc thành phố Hải Dương, tỉnh Hải Dương, Việt Nam.

## Địa lý
Phường Trần Hưng Đạo nằm ở trung tâm thành phố Hải Dương, có vị trí địa lý:
- Phía đông giáp phường Ngọc Châu và phường Nhị Châu
- Phía tây giáp phường Trần Phú và phường Nguyễn Trãi
- Phía nam giáp phường Trần Phú và phường Ngọc Châu
- Phía bắc giáp phường Quang Trung.

Phường có diện tích 0,35 km², dân số năm 2018 là 14.360 người, mật độ dân số đạt 41.029 người/km².

## Lịch sử
Ngày 16 tháng 10 năm 2019, Ủy ban Thường vụ Quốc hội ban hành Nghị quyết số 788/NQ-UBTVQH14 về việc sắp xếp các đơn vị hành chính cấp huyện, cấp xã thuộc tỉnh Hải Dương (nghị quyết có hiệu lực từ ngày 1 tháng 12 năm 2019). Theo đó:
- Điều chỉnh 9,10 ha diện tích tự nhiên và 40 người của phường Ngọc Châu về phường Trần Hưng Đạo
- Điều chỉnh 2,95 ha diện tích tự nhiên của phường Trần Hưng Đạo về phường Quang Trung.

Sau khi điều chỉnh địa giới hành chính, phường Trần Hưng Đạo có 35,95 ha diện tích tự nhiên và 14.360 người.